# S/2005 (1862) 1
S/2005 (1862) 1 este un mic asteroid, satelit natural al asteroidului 1862 Apollo.
La 4 noiembrie 2005, o echipă de astronomi a anunțat că au detectat un satelit asteroidal pe orbită în jurul lui 1862 Apollo, cu ajutorul observațiilor realizate radiotelescopul din Arecibo. Acest satelit, provizoriu denumit S/2005 (1862) 1, se pare că măsoară vreo 80 de metri și că orbitează la 3 kilometri de Apollo.